# Xã Flournoy, Quận Thurston, Nebraska
Xã Flournoy (tiếng Anh: Flournoy Township) là một xã thuộc quận Thurston, tiểu bang Nebraska, Hoa Kỳ. Năm 2010, dân số của xã này là 296 người.